# Édouard-Marie Gallez
Pour les articles homonymes, voir Gallez.
Édouard-Marie Gallez, né en 1957, membre de la Congrégation Saint-Jean, est un ecclésiastique, docteur en théologie et histoire des religions de l'université de Strasbourg en 2004. Sa thèse a été rédigée sous la direction de Roland Minnerath.
Il rattache l'origine de l'islam au judéo-nazaréisme, dont il serait dérivé.

## Liste des œuvres

### Essais
- 2012 : Le Malentendu islamo-chrétien, Éditions Salvator
- 2005 : Le Messie et son Prophète (deux tomes, publication de sa thèse de doctorat de l'université de Strasbourg en 2004), Éditions de Paris (collection Studia Arabica dirigée par Marie-Thérèse Urvoy). Il y expose sa théorie selon laquelle les judéo-nazaréens pourraient être à l’origine de l’histoire proto-islamique et, notamment, à l'origine des textes intégrés par la suite dans le Coran.

### Publications
- (en) Édouard-M. Gallez, M. Lamsiah, « The suspicions of ideological manipulation and codicology: A provisional synthetic approach », in Karl-Heinz Ohlig et Markus Groß (dir.), Die Entstehung einer Weltreligion III, Schiler Verlag, Berlin-Tübingen, Inârah-Sammelband n° 7, 2014. (versions française et anglaise accessibles en ligne depuis le site d'Édouard-Marie Gallez).
- Le Christianisme face aux autres religions : Jésus-Christ est le "centre de l'histoire", Paris, Artège, 2025, 186 p. (ISBN 979-10-336-1608-5, présentation en ligne)